# Areopagos
Areopagos är en norsk missionsorganisation, grundad 1926 av den norske missionären Karl Ludvig Reichelt, efter en brytning mellan denne och arbetsgivaren Det Norske Misjonsselskap.